# العلاقات الإسواتينية البلجيكية
العلاقات الإسواتينية البلجيكية هي العلاقات الثنائية التي تجمع بين إسواتيني وبلجيكا.

## مقارنة بين البلدين
هذه مقارنة عامة ومرجعية للدولتين:
| وجه المقارنة                                              | إسواتيني                                   | بلجيكا                                                                              |
| --------------------------------------------------------- | ------------------------------------------ | ----------------------------------------------------------------------------------- |
| المساحة (كم2)                                             | 17.36 ألف                                  | 30.53 ألف                                                                           |
| عدد السكان (نسمة)                                         | 1.37 مليون                                 | 11.37 مليون                                                                         |
| الكثافة السكانية (ن./كم²)                                 | 78.92                                      | 372.42                                                                              |
| العاصمة                                                   | لوبامبا، مبابان                            | بروكسل                                                                              |
| اللغة الرسمية                                             | لغة إنجليزية، لغة سوازي                    | اللغة الهولندية، لغة فرنسية، اللغة الألمانية                                        |
| العملة                                                    | ليلانغيني سوازيلندي                        | يورو، فرنك بلجيكي                                                                   |
| الناتج المحلي الإجمالي (بليون دولار)                      | 4.41 مليار                                 | 492.68 مليار                                                                        |
| الناتج المحلي الإجمالي (تعادل القوة الشرائية) بليون دولار | 11.13 مليار                                | 514.74 مليار                                                                        |
| الناتج المحلي الإجمالي الاسمي للفرد دولار أمريكي          | 3.20 ألف                                   | 40.32 ألف                                                                           |
| الناتج المحلي الإجمالي للفرد دولار أمريكي                 | 8.29 ألف                                   | 43.44 ألف                                                                           |
| مؤشر التنمية البشرية                                      | 0.531                                      | 0.890                                                                               |
| رمز المكالمات الدولي                                      | +268                                       | +32                                                                                 |
| رمز الإنترنت                                              | .sz                                        | .be                                                                                 |
| المنطقة الزمنية                                           | التوقيت القياسي لجنوب أفريقيا، ت ع م+02:00 | توقيت وسط أوروبا، ت ع م+01:00، ت ع م+02:00، توقيت وسط أوروبا الصيفي، أوروبا/بروكسل ‏ |

## منظمات دولية مشتركة
يشترك البلدان في عضوية مجموعة من المنظمات الدولية، منها:
| علم المنظمة | اسم المنظمة                               | تاريخ انضمام إسواتيني | تاريخ انضمام بلجيكا |
| ----------- | ----------------------------------------- | --------------------- | ------------------- |
|             | الاتحاد البريدي العالمي                   | ?                     | ?                   |
|             | مؤسسة التنمية الدولية                     | 22 سبتمبر 1969        | 2 يوليو 1964        |
|             | منظمة حظر الأسلحة الكيميائية              | ?                     | ?                   |
|             | منظمة التجارة العالمية                    | ?                     | ?                   |
|             | الأمم المتحدة                             | 24 سبتمبر 1968        | 27 ديسمبر 1945      |
|             | وكالة ضمان الاستثمار متعدد الأطراف        | 18 أبريل 1990         | 18 سبتمبر 1992      |
|             | منظمة الشرطة الجنائية الدولية             | ?                     | ?                   |
|             | مؤسسة التمويل الدولية                     | 22 سبتمبر 1969        | 27 ديسمبر 1956      |
|             | الاتحاد الدولي للاتصالات                  | 11 نوفمبر 1970        | 1866                |
|             | البنك الدولي للإنشاء والتعمير             | 22 سبتمبر 1969        | 27 ديسمبر 1945      |
|             | البنك الإفريقي للتنمية                    | ?                     | ?                   |
|             | المركز الدولي لتسوية المنازعات الاستشارية | 14 يوليو 1971         | 26 سبتمبر 1970      |
|             | يونسكو                                    | 25 يناير 1978         | 29 نوفمبر 1946      |

## وصلات خارجية
- موقع وزارة الخارجية البلجيكية